# Garden (Sugar Soulの曲)
「Garden」（ガーデン）は、日本のR&Bユニット、Sugar Soulのメジャー5枚目のシングル。

## 解説
- kenji（現：Kj）をゲストボーカルに迎えている。kenjiとAIKOが以前からお互いの音楽に興味を示していたことを聞き付けた共通の知人が2人を介したことから知り合い、意気投合したことからコラボレーションが実現した。出会いは1999年の5月であった[1]。
- 最大のヒット作品となった。
- ミュージックビデオは府中の森芸術劇場のウィーンホールで撮影された。
- トラックは1992年8月25日に発売されたメアリー・J. ブライジのリアル・ラヴを弾き直している。
- 2009年、May J.が配信限定シングルとしてカヴァー。同年発表のアルバム『FAMILY』にも収録された[2]。

## 収録曲
1. Intro(bondy blue)(0:50)
作曲・編曲:BOTS
2. Garden(5:46)
作詞・作曲：Kenji Furuya・Sugar Soul、編曲:Kenji Furuya
3. 此こへ来て(4:17)
作詞・作曲：Kenji Furuya・Sugar Soul、編曲:Kenji Furuya
4. Private Garden(4:59)
作詞・作曲：Kenji Furuya・Sugar Soul、編曲:Kenji Furuya
  - 「Garden」のリミックス・ヴァージョン。
5. Outro(0:32)
作曲・編曲:BOTS

## 収録アルバム

### Garden
- オリジナル『うず』（2000年5月24日）
※-final mix-
- ライブ『Sugar Soul Live「Balance」』（2001年1月24日）
- リミックス『soul jam』（2002年5月22日）
- ベスト『sugar soul』（2003年10月29日）

### 此こへ来て
- オリジナル『うず』（2000年5月24日）
※-Toshihiko Mori remix-